# Ферфилд (Ајова)
Ферфилд (енгл. Fairfield) град је у америчкој савезној држави Ајова. По попису становништва из 2010. у њему је живело 9.464 становника.

## Демографија
Према попису становништва из 2010. у граду је живело 9.464 становника, што је -45 (-0.5%) становника више него 2000. године.
| Група             | 2000.         | 2010.         |
| Белци             | 8.798 (92,5%) | 8.370 (88,4%) |
| Афроамериканци    | 94 (1,0%)     | 191 (2,0%)    |
| Азијати           | 241 (2,5%)    | 372 (3,9%)    |
| Хиспаноамериканци | 251 (2,6%)    | 344 (3,6%)    |
| Укупно            | 9.509         | 9.464         |